# 2017. június 28-i konzisztórium
A 2017. június 28-i konzisztóriumot Ferenc pápa hívta össze május 21-én. Összesen 5 új bíborost kreált, valamennyi pápaválasztó (80 év alatti).
| Nº                     | Ország                 | Név                                    | Életkor                | Hivatal                   |
| Pápaválasztó bíborosok | Pápaválasztó bíborosok | Pápaválasztó bíborosok                 | Pápaválasztó bíborosok | Pápaválasztó bíborosok    |
| ---------------------- | ---------------------- | -------------------------------------- | ---------------------- | ------------------------- |
| 1                      | Mali                   | Jean Zerbo                             | 73                     | Bamako érseke             |
| 2                      | Spanyolország          | Juan José Omella Omella                | 71                     | Barcelona érseke          |
| 3                      | Svédország             | Anders Arborelius O.C.D.               | 67                     | Stockholm püspöke         |
| 4                      | Laosz                  | Louis-Marie Ling Mangkhanekhoun I.V.D. | 73                     | Paksé apostoli vikáriusa  |
| 5                      | Salvador               | José Gregorio Rosa Chávez              | 74                     | San Salvador segédpüspöke |